# Communion Music
Communion Music is een onafhankelijk Brits muziekbedrijf en omvat een platenlabel (Communion Records), een muziekuitgeverij (Communion Publishing) en een concertpromotor (Communion Presents).

## Geschiedenis
Communion Music is opgericht door Kevin Jones (Cherbourg, Bear's Den), Ben Lovett (Mumford & Sons) en Ian Grimble. Het begon in 2006 als maandelijkse avonden voor en door artiesten om nieuw talent te vinden (Communion Clubnight). Op 1 maart 2010 kwam de eerste compilatie van Communion Records uit, met bijdragen van onder andere Jay Jay Pisolet, Andrew Davie (Bear's Den), Matthew And The Atlas en Munford & Sons. Later dat jaar kwam ook de To the North EP van Matthew And The Atlas uit, de eerste volwaardige release van Communion Records. Het label ging verder met het uitbrengen van singles en ep's en bracht albums in samenwerking met Island Records albums uit.
In 2011 kwamen verschillende artiesten die verbonden waren aan het label bijeen om in een week een compilatie op te nemen. De compilatie kreeg de naam Flowerpot Sessions kent bijdragen van onder andere The Staves en Passenger. In 2012 bracht Communion Records een soortgelijke compilatie met nieuwe artiesten uit, die New Faces heet en bevat onder andere Nathaniel Rateliff en Gotye.
In 2015 sloot Communion Records een distributieovereenkomst met Caroline International, wat onder Universal Music valt. Hiermee eindigde de samenwerking met Island Records.
Voor het 10-jarig bestaan van het platenlabel kwam de compilatie commun10n uit.